# 松翁 (行司)
松翁（しょうおう）とは相撲用語としては、行司に与えられる名誉の尊号、もしくは隠居号である。立行司を力士の横綱とすれば、一代年寄に相当するものともされる。もともとは年寄名跡のひとつで、尊号としての松翁が認められたのは20代庄之助のみである。

## 名跡としての松翁
天保6年（1835年）1月、前場所限りで9代庄之助が6代庄太郎（後の11代庄之助）に庄之助を譲るべく隠居したものの、何らかのトラブルで認められず庄太郎の実父で既に木村喜左衛門の名で隠居していた8代庄之助が12年ぶりに現役復帰した。番付には行司欄の最上段に「喜左衛門再勤　木村庄之助」と記載された。翌7年2月9代庄之助が復帰（後年10代庄之助と誤解される要因となった）すると8代庄之助は木村 松翁と名乗り庄之助の上位に記載させた。9年暮れに9代（10代）庄之助が現役で亡くなると庄太郎が11代庄之助を襲名するが、12年10月限り松翁が隠居するまで行司欄の筆頭は松翁で庄之助は次席であった。このことから後世「松翁は立行司より一枚上の存在」という誤解が生じた。根間弘海（専修大学名誉教授）はこの点について「松翁は栄誉を称えるための称号ではなく、二人の木村庄之助を区別するための名称である」「松翁は木村庄之助の年寄名の別称」と指摘している。
8代庄之助の実子である11代庄之助も「松翁」を名乗っていた可能性があり、実際に8代庄之助・11代庄之助の戒名には「松翁」の文字が含まれている。
13代庄之助は引退後に年寄・木村松翁となり、14代庄之助・15代庄之助は現役のまま年寄・木村松翁を兼ねた。この頃隠居行司の制度廃止・年寄定数制度の発足などがあり、遅くとも明治30年代には「年寄名称としての木村松翁」は廃止されていたと見られるが、具体的な時期ははっきりしない。

## 尊号としての松翁
名誉の尊号としては20代庄之助が最初で現在までただひとりとなっている。裁きの確かさ、土俵態度などの風格が見事だったので前例をひいて「松翁」の名乗りを許されたもので、この時には横綱免許と同様に吉田司家の裁可が仰がれた。当時の番付にも「松翁 木村庄之助」と記載された。
22代庄之助も停年直前となる1959年11月場所前に吉田司家が松翁の名乗りを許す決定を出したが、日本相撲協会内部には反対意見が多く、結局松翁にはなれなかった。
近年では20代と22代の弟子である28代庄之助が松翁にならなかったことに首をかしげる好角家も多いが、上述の通り20代目は吉田司家から免許を受けている。戦後、横綱推挙の権限は日本相撲協会に譲渡されたが、松翁免許についてははっきりしない。松翁を認めることについて日本相撲協会と吉田司家の絶縁状態が関係しているとすると、今後も新しい松翁の誕生は難しい。